# Tegeticula
Tegeticula és un gènere de lepidòpters heteroneures de la família dels prodòxids (Prodoxidae) que són els únics pol·linitzadors d'aquesta planta. Es tracta d'una relació obligada o de simbiosi en què ambdues depenen una d'una altra.
Són petites, blanques, d'un color que s'apropa al de la flor de iuca, on passen la major part de la seva vida adulta. Manquen dels òrgans bucals característics de la majoria dels lepidòpters i la seva vida adulta és tan curta que no necessiten alimentar-se. En canvi les femelles tenen tentacles que els permeten portar pol·len d'una flor a una altra.

## Taxonomia
- Tegeticula altiplanella
- Tegeticula antithetica
- Tegeticula baccatella
- Tegeticula baja
- Tegeticula california
- Tegeticula carnerosanella
- Tegeticula cassandra
- Tegeticula corruptrix
- Tegeticula elatella
- Tegeticula intermedia
- Tegeticula maculata
- Tegeticula maderae
- Tegeticula mexicana (sin: Tegeticula treculeanella)
- Tegeticula mojavella
- Tegeticula rostratella
- Tegeticula superficiella
- Tegeticula synthetica
- Tegeticula tambasi
- Tegeticula tehuacana
- Tegeticula yuccasella